# 片岡みい子
片岡 みい子（かたおか みいこ、1950年? - 2017年2月7日）は、日本の翻訳家、ライター。

## 略歴
新潟県生まれ。
東京学芸大学中退、1975年東京外国語大学ロシア科卒業。
1970年代半ばよりソ連の体制批判派を擁護する運動を始め、1990年代に取材や支援活動で頻繁に訪露。
夫は政治運動家の正垣親一（1948 - 2001）。正垣の闘病記を初の著作『たいへんよく生きました』として上梓した。

## 著書
- 『たいへんよく生きました ぬか風呂サロン闘病記』（論創社） 2015

## 翻訳
- 『女性とロシア ソ連の女性解放運動』（T・マモーノヴァほか編、亜紀書房） 1982
- 『ブランソン 20世紀最後の風雲児』（ミック・ブラウン、集英社） 1989、のち改題文庫化『新ブランソン物語』
- 『ラルフ・ローレン物語』（ジェフリー・A・トラクテンバーク、集英社） 1990、のち文庫
- 『強制収容所へようこそ』（イリーナ・ラトゥシンスカヤ、矢田雅子共訳、晶文社、双書・20世紀紀行） 1991
- 『香港の声』（ゲルト・バルケ、晶文社） 1992
- 『ウーララー! マックス、パリで恋をする』（マイラ・カルマン、NTT出版） 1994
- 『マックス、ニューヨークで成功する』（マイラ・カルマン、NTT出版） 1994
- 『マックス、ハリウッドでの大仕事』（マイラ・カルマン、NTT出版） 1994
- 『ポストメディア論 結合知に向けて』（デリック・ドゥ・ケルコフ、中澤豊共訳、NTT出版） 1999
- 『電話するアメリカ テレフォンネットワークの社会史』（クロード・S・フィッシャー、吉見俊哉, 松田美佐共訳、NTT出版） 2000
- 『100万分の1! 驚異の奇跡体験141』（ピーター・ハフ、文春文庫） 2000
- 『小さなお城』（サムイル・マルシャーク文、ユーリー・ワスネツォフ絵、平凡社） 2007
- 『セルフスタディ IELTS完全攻略』（Anthony Allan、ジャパンタイムズ） 2008
- 『新セルフスタディ IELTS完全攻略』（Anthony Allan、ジャパンタイムズ） 2010
- 『ねこのいえ』（サムイル・マルシャーク文、ユーリー・ワスネツォフ絵、平凡社） 2011